# Eduard Echtler
Eduard Echtler (* um 1808 in Breslau; † nach 1861) war ein deutscher Porträtmaler und Fotograf.

## Leben
Er heiratete 1837, 29-jährig, in Wien. Er war vor 1842 in Breslau, von 1842 bis 1846 in Danzig ansässig, ging 1847 nach Riga, 1850 nach Sankt Petersburg. 1861 kehrte er nach Riga zurück, wo er als Photograph tätig war und ein Atelier eröffnete.
Bekannt von ihm sind sowohl Porträtgemälde wie Photos der Stadt Riga.
Sein Sohn war der Maler Adolf Echtler (1843–1914), der bei seinem Vater ersten Malunterricht erhielt.